# Информационные технологии
Информацио́нные техноло́гии (ИТ, IT (айти́); также информацио́нно-коммуникацио́нные техноло́гии, ИКТ) — процессы, использующие совокупность средств и методов сбора, обработки, накопления и передачи данных (первичной информации) для получения информации нового качества о состоянии объекта, процесса, явления, информационного продукта, а также распространения информации и способы осуществления таких процессов и методов (ФЗ № 149-ФЗ).
Другие определения:
- приёмы, способы и методы применения средств вычислительной техники при выполнении функций сбора, хранения, обработки, передачи и использования данных (ГОСТ Р 59853—2021[6]);
- ресурсы, необходимые для сбора, обработки, хранения и распространения информации (ISO/IEC 38500:2015)[7].

Специалистов в области информационных систем и технологий часто называют ИТ- или IT-специалистами (от англ. Information technology).

## Отрасль информационных технологий
Информационные технологии призваны, основываясь и рационально используя современные достижения в области компьютерной техники и иных высоких технологий, новейших средств коммуникации, программного обеспечения и практического опыта, решать задачи по эффективной организации информационного процесса для снижения затрат времени, труда, энергии и материальных ресурсов во всех сферах человеческой жизни и современного общества. Информационные технологии взаимодействуют и часто составляющей частью входят в сферы услуг, области управления, промышленного производства, социальных процессов.

## История
Люди хранили, извлекали, обрабатывали и передавали информацию с момента изобретения шумерами письменности около 3000 лет до нашей эры, однако термин «информационные технологии» в его современном смысле впервые появился в статье 1958 года, опубликованной в Harvard Business Review. Её авторы, Гарольд Дж. Ливитт и Томас Л. Уислер отметили, что «у этой новой технологии ещё нет единого общепринятого названия. Мы будем называть её информационной технологией (ИТ)». Их определение состоит из трёх категорий: методов обработки, применения статистических и математических методов для принятия решений и моделирования мышления более высокого порядка с помощью компьютерных программ.
Информационные технологии начали активно развиваться с 1960-х годов, вместе с появлением и развитием первых информационных систем (ИС).
Компания IBM выпустила первый жёсткий диск в 1956 году, в качестве компонента компьютерной системы 305 RAMAC. Большинство цифровых данных сегодня по-прежнему сохраняется магнитно на жёстких дисках или оптически на носителях, таких как компакт-диски. До 2002 большинство информации хранилось на аналоговых устройствах, но в том году цифровая ёмкость превысила аналоговое устройство впервые. По состоянию на 2007, почти 94 % данных, хранящихся во всём мире, сохранилась в цифровом виде: 52 % на жёстких дисках, 28 % на оптических устройств и 11 % на цифровой магнитной ленте. Было подсчитано, что в мире ёмкость для хранения информации на электронных устройствах выросла с менее чем 3 эксабайта в 1986 году до 295 эксабайт в 2007 году, увеличиваясь вдвое примерно каждые 3 года.

## Основные черты современных ИТ
- Структурированность стандартов цифрового обмена данными алгоритмов;
- Широкое использование компьютерного сохранения и предоставление информации в необходимом виде;
- Передача информации посредством цифровых технологий на практически безграничные расстояния[12].

Как отмечал о новых цифровых технологиях Энтони Графтон: «Они уже демократизировали образовательный мир, предоставив свободный доступ к миллионам ресурсов, когда-то доступных только избранным. Они дали новые и эффективные способы представлять и анализировать многие памятники величайшего искусства прошлого и нынешнего столетий. И они быстро завоёвывают мир чтения и письма».

## Основные средства
Информационные технологии охватывают все ресурсы, необходимые для управления информацией, особенно компьютеры, программное обеспечение и сети, необходимые для создания, хранения, управления, передачи и поиска информации.
Информационные технологии могут быть сгруппированы следующим образом:
- Технические средства;
- Коммуникационные средства;
- Организационно-методическое обеспечение;
- Стандартизация.

### Сети
В настоящее время существуют различные сети передачи данных — совокупности оконечных устройств (терминалов) связи, объединённых каналами передачи данных и коммутирующими устройствами (узлами сети), обеспечивающими обмен сообщениями между всеми оконечными устройствами.
Существуют следующие виды сетей передачи данных:
- Телефонные сети — абонентские сети связи, для доступа к которым используются телефонные аппараты, АТС и оборудование передачи данных;
- Компьютерные сети — сети, оконечными устройствами которых являются компьютеры.

#### Телефонные
До начала 2000-х годов основной способ подключения компьютера к Интернету предполагал использование модема, подсоединённого к телефонной сети. В настоящее время модемы вытеснены технологиями широкополосного доступа.

#### Широкополосные
Термин широкополосные включает в себя широкий диапазон технологий, которые обеспечивают более высокие скорости передачи данных, доступ к сети Интернет. Эти технологии используют провода или волоконно-оптические кабели.

##### Multilink dial-up
Обеспечивают повышенную пропускную способность путём соединения двух или более подключений удалённого доступа вместе и рассматривая их как один канал данных. Требуется два или больше модемов, телефонные линии, и номера счетов, а также провайдер, который поддерживает данную технологию. Этот вариант был на короткое время популярным до ISDN, DSL и других более современных технологий. Некоторые производители создали специальные модемы для поддержки данного метода.

##### ISDN
ISDN (англ. Integrated Services Digital Network) — цифровая сеть с интеграцией служб. Позволяет совместить услуги телефонной связи и обмена данными. Название было предложено Исследовательской комиссией XI Международного консультативного комитета по телеграфии и телефонии в 1981 году. Основное назначение ISDN — передача данных со скоростью до 64 кбит/с по абонентской проводной линии и обеспечение интегрированных телекоммуникационных услуг (телефон, факс и пр.). Использование для этой цели телефонных проводов имеет два преимущества: они уже существуют и могут использоваться для подачи питания на терминальное оборудование. Для объединения в сети ISDN различных видов трафика используется технология TDM (англ. Time Division Multiplexing, мультиплексирование по времени). Для каждого типа данных выделяется отдельная полоса, называющаяся элементарным каналом (или стандартным каналом). Для этой полосы гарантируется фиксированная, согласованная доля полосы пропускания. Выделение полосы происходит после подачи сигнала CALL по отдельному каналу, называющемуся каналом внеканальной сигнализации.

##### xDSL
xDSL (англ. digital subscriber line, цифровая абонентская линия) — семейство технологий, позволяющих значительно повысить пропускную способность абонентской линии телефонной сети общего пользования путём использования эффективных линейных кодов и адаптивных методов коррекции искажений линии на основе современных достижений микроэлектроники и методов цифровой обработки сигнала. Технологии xDSL появились в середине 90-х годов как альтернатива цифровому абонентскому окончанию ISDN. К основным типам xDSL относятся ADSL, HDSL, IDSL, MSDSL, PDSL, RADSL, SDSL, SHDSL, UADSL, VDSL. Все эти технологии обеспечивают высокоскоростной цифровой доступ по абонентской телефонной линии. Некоторые технологии xDSL являются оригинальными разработками, другие представляют собой просто теоретические модели, в то время как третьи уже стали широко используемыми стандартами. Основным различием данных технологий являются методы модуляции, используемые для кодирования данных.

##### Связь по ЛЭП
Связь по ЛЭП — термин, описывающий несколько разных линий электропередачи (ЛЭП) для передачи голосовой информации или данных. Сеть может передавать голос и данные, накладывая аналоговый сигнал поверх стандартного переменного тока частотой 50 или 60 Гц. PLC включает BPL (англ. Broadband over Power Lines — широкополосная передача через линии электропередачи), обеспечивающий передачу данных со скоростью до 200 Мбит/с, и NPL (англ. Narrowband over Power Lines — узкополосная передача через линии электропередачи) со значительно меньшими скоростями передачи данных до 1 Мбит/с.

##### ATM
ATM — (асинхронный способ передачи данных) — сетевая высокопроизводительная технология коммутации и мультиплексирования, основанная на передаче данных в виде ячеек (cell) фиксированного размера (53 байта), из которых 5 байт используется под заголовок. В отличие от синхронного способа передачи данных (STM — англ. Synchronous Transfer Mode), ATM лучше приспособлен для предоставления услуг передачи данных с сильно различающимся или изменяющимся битрейтом.

#### Сотовая связь
Один из видов мобильной радиосвязи, в основе которого лежит сотовая сеть. Ключевая особенность заключается в том, что общая зона покрытия делится на ячейки (соты), определяющиеся зонами покрытия отдельных базовых станций (БС). Соты частично перекрываются и вместе образуют сеть. На идеальной (ровной и без застройки) поверхности зона покрытия одной БС представляет собой круг, поэтому составленная из них сеть имеет вид шестиугольных ячеек (сот). Сеть составляют разнесённые в пространстве приёмопередатчики, работающие в одном и том же частотном диапазоне, и коммутирующее оборудование, позволяющее определять текущее местоположение подвижных абонентов и обеспечивать непрерывность связи при перемещении абонента из зоны действия одного приёмопередатчика в зону действия другого.

#### Электросвязь
Разновидность связи, способ передачи информации с помощью электромагнитных сигналов, например, по проводам, волоконно-оптическому кабелю или по радио. В настоящее время передача информации на дальние расстояния осуществляется с использованием таких электрических устройств, как телеграф, телефон, телетайп, с использованием радио и СВЧ-связи, а также ВОЛС, спутниковой связи и глобальной информационно-коммуникационной сети Интернет. Принцип электросвязи основан на преобразовании сигналов сообщения (звук, текст, оптическая информация) в первичные электрические сигналы. В свою очередь, первичные электрические сигналы при помощи передатчика преобразуются во вторичные электрические сигналы, характеристики которых хорошо согласуются с характеристиками линии связи. Далее посредством линии связи вторичные сигналы поступают на вход приёмника. В приёмном устройстве вторичные сигналы обратно преобразуются в сигналы сообщения в виде звука, оптической или текстовой информации.

### Аппаратное обеспечение
Аппаратное обеспечение вычислительных систем — обобщённое название оборудования, на котором работают компьютеры и сети компьютеров. Периферийное устройство — важная часть аппаратного обеспечения, которая позволяет вводить информацию в компьютер или выводить её из него.
Терминалы выступают в качестве точек доступа пользователей к информационному пространству.

#### Персональный компьютер
Компьютер (англ. computer — «вычислитель») — электронное устройство, предназначенное для эксплуатации одним пользователем, то есть для личного использования. К персональным компьютерам (далее — ПК) условно можно отнести также и любой другой компьютер, используемый конкретным человеком в качестве своего личного компьютера. Подавляющее большинство людей используют в качестве ПК настольные и различные переносные компьютеры (лэптопы, планшетные компьютеры). Хотя изначально компьютер был создан как вычислительная машина, в качестве ПК он обычно используется в других целях — как средство доступа в информационные сети и как платформа для компьютерных игр, а также для творчества и профессиональной деятельности с помощью программного обеспечения.

#### Сотовый телефон
Мобильный телефон, предназначенный для работы в сетях сотовой связи; использует радиоприёмопередатчик и традиционную телефонную коммутацию для осуществления телефонной связи на территории зоны покрытия сотовой сети. В настоящее время сотовая связь — самая распространённая из всех видов мобильной связи, поэтому обычно мобильным телефоном называют именно сотовый телефон, хотя мобильными телефонами, помимо сотовых, являются также спутниковые телефоны, радиотелефоны и аппараты магистральной связи.

#### Телевизор
Современное электронное устройство для приёма и отображения изображения и звука, передаваемых по беспроводным каналам или по кабелю (в том числе телевизионных программ или сигналов от устройств воспроизведения видеосигнала — например, видеомагнитофонов).

#### Игровая приставка
Специализированное электронное устройство, разработанное и созданное для видеоигр. Наиболее часто используемым устройством вывода является телевизор или, реже, компьютерный монитор — поэтому такие устройства и называют приставками, так как они приставляются к независимому устройству отображения. Портативные (карманные) игровые системы имеют собственное встроенное устройство отображения (ни к чему не приставляются), поэтому называть их игровыми приставками несколько некорректно. Изначально игровые приставки отличались от персональных компьютеров по ряду важных признаков — они предполагали использование телевизора в качестве основного отображающего устройства и не поддерживали большинство из стандартных периферийных устройств, созданных для персональных компьютеров — таких как клавиатура или модем. До недавнего времени почти все продаваемые приставки предназначались для запуска собственнических игр, распространяемых на условиях отсутствия поддержки других приставок. Однако, по мере развития игровых приставок, разница между ними и персональными компьютерами стала постепенно размываться — некоторые приставки могут позволить подключение клавиатуры, жёсткого диска и даже запуск на них операционной системы Linux. Схемы и программное обеспечение некоторых приставок могут распространяться, в виде исключения, под свободными лицензиями. Рынок игровых приставок развился из сравнительно простых электронных телевизионных игровых систем, таких как Pong, превратившись в наши дни в мощные многофункциональные игровые системы.

## Услуги

### Электронная почта
Технология и предоставляемые ею услуги по пересылке и получению электронных сообщений (называемых «письма» или «электронные письма») по распределённой (в том числе глобальной) компьютерной сети. Электронная почта по составу элементов и принципу работы практически повторяет систему обычной (бумажной) почты, заимствуя как термины (почта, письмо, конверт, вложение, ящик, доставка и другие), так и характерные особенности — простоту использования, задержки передачи сообщений, достаточную надёжность и в то же время отсутствие гарантии доставки. Достоинствами электронной почты являются: легко воспринимаемые и запоминаемые человеком адреса вида имя_пользователя@имя_домена (например, somebody@example.com); возможность передачи как простого текста, так и форматированного, а также произвольных файлов; независимость серверов (в общем случае они обращаются друг к другу непосредственно); достаточно высокая надёжность доставки сообщения; простота использования человеком и программами. Недостатки электронной почты: наличие такого явления, как спам (массовые рекламные и вирусные рассылки); теоретическая невозможность гарантированной доставки конкретного письма; возможные задержки доставки сообщения (до нескольких суток); ограничения на размер одного сообщения и на общий размер сообщений в почтовом ящике (персональные для пользователей).

### Поисковая система
Программно-аппаратный комплекс с веб-интерфейсом, предоставляющий возможность поиска информации в интернете. Под поисковой системой обычно подразумевается сайт, на котором размещён интерфейс (фронт-энд) системы. Программной частью поисковой системы является поисковая машина (поисковый движок) — комплекс программ, обеспечивающий функциональность поисковой системы и обычно являющийся коммерческой тайной компании-разработчика поисковой системы. Большинство поисковых систем ищут информацию на сайтах Всемирной паутины, но существуют также системы, способные искать файлы на FTP-серверах, товары в интернет-магазинах, а также информацию в группах новостей Usenet. Улучшение поиска — это одна из приоритетных задач современного интернета (см. про основные проблемы в работе поисковых систем в статье Глубокая паутина).
По данным Statista, в октябре 2021 года использование поисковых систем распределялось следующим образом:
- Google — 86,64 %;
- Bing — 7 %;
- Yahoo! — 2,75 %[18].

По данным Statcounter Global Stats на август 2021 года, в Азии китайский ресурс Baidu сумел занять почти 3 % интернет-рынка. В свою очередь Яндекс в этом же регионе обошёл Yahoo, получив долю почти в 2 % и третье место в рейтинге.

## Технологический потенциал и рост
Гильберт и Лопес отмечают экспоненциальный рост технологического прогресса (своего рода закон Мура) как увеличение удельной мощности всех машин для обработки информации в два раза на душу населения каждые 14 месяцев между 1986 и 2007 годами; глобальный потенциал телекоммуникационных возможностей на душу населения удваивается каждые 34 месяца; количество внесённой информации в мире на душу населения удваивается каждые 40 месяцев (то есть каждые три года), а трансляция информации на душу населения имеет тенденцию удвоения примерно каждые 12,3 года.

## Статистика по России
Согласно данным, собранным Тимуром Фарукшиным (директором по консалтингу IDC в России и СНГ) за 2010 год, по денежным расходам на ИТ-оборудование Россия входила в первую десятку ведущих стран мира, уступая развитым странам Западной Европы и США в 3—5 раз по расходам на ИТ-оборудование на душу населения. Значительно меньше тратится в России на покупку программного обеспечения на душу населения, в этом пункте расходов Россия отстаёт от США в 20 раз, от ведущих стран Западной Европы — в 10 раз, а от среднемирового показателя — на 55 %. По оказанию ИТ-услуг за 2010 год Россия заняла лишь 22 место и уступила среднемировому показателю на 66 %.
По оценкам ИТ-специалистов, основной проблемой развития ИТ в России является цифровой разрыв между различными российскими регионами. По статистике 2010 года отставание в этой области таких регионов как Дагестан и Ингушетия, по сравнению с Москвой, Санкт-Петербургом, Томской областью, Ханты-Мансийским и Ямало-Ненецким автономными округами по отдельным показателям даже имеет тенденцию к увеличению. Поскольку недостаток ИТ-специалистов и общий образовательный уровень населения в отстающих регионах по сравнению с передовыми, в 2010 году уже достигал соотношения 1/11,2; несмотря на то, что доступ школ к интернету отстающих и передовых регионов имел меньшее соотношение — 1/2,2.
Аналитиками IDC был составлен отчёт с прогнозами по расходам и о направлении тенденций финансовых потоков в развитие информационных технологий в России в 2011—2015 годах. Согласно прогнозам IDC, за этот пятилетний период среднегодовые темпы роста расходов на информационные технологии в России составят 11,6 %. В 2015 году годовой расход средств на развитие информационных технологий достигнет 41,1 млрд долларов США.
По данным Statcounter Global Stats на август 2021 года, в России более 54 % выбирают Google, 1 % — поисковик от Mail.ru Group. У Bing, Yahoo и DuckDuckGo — менее 1 % российских пользователей.
К маю 2024 года инвестиции в российские технологии превысили 4 трлн рублей, увеличившись более чем на 80 % про сравнению с 2020 годом. Инвестиции в структуру IT выросли до 1,5 трлн рублей, а во внедрение ПО — увеличились в 2,5 раза.
По данным премьер-министра РФ Михаила Мишустина, за пять лет доля ИТ-сектора в ВВП России выросла более чем в 1,7 раз, по итогам 2024 года превысив 2,2%. Количество специалистов в IT секторе РФ в 2024 году достигло 1 млн человек, а их средняя заплата по стране составила 176 000 рублей.  В 2024 году объем продаж IT-продуктов и IT-услуг предприятиями РФ увеличился до 3,6 трлн рублей по сравнению с 3,07 трлн рублей в 2023 году. Несмотря на сокращение господдержки, в 2024 году вырос объем инвестиций в основной капитал с 495 млрд рублей до 572 млрд рублей.  

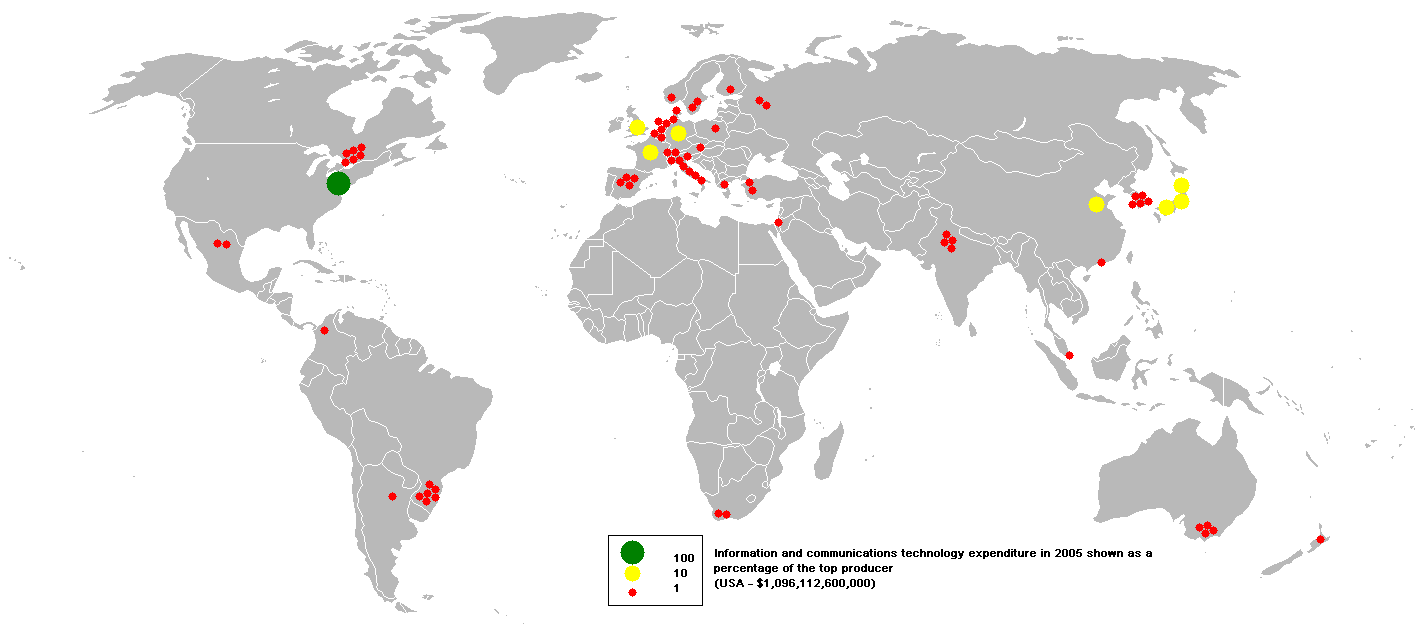
Расходы на информационные и коммуникационные технологии в 2005 году в процентах к основному потребителю — США (1096112600000 $)

### Комментарии
1. ↑  Здесь и далее в статье размер байта считается равным 8 битам.